# 乌鲁阿纳迪米纳斯
乌鲁阿纳迪米纳斯是巴西米纳斯吉拉斯州的一个市镇。总面积589.221平方公里，总人口2777人，人口密度4.7人/平方公里。